# Laeviomyces fallaciosus
Laeviomyces fallaciosus är en lavart som beskrevs av Hafellner & Kalb 1990. Laeviomyces fallaciosus ingår i släktet Laeviomyces, divisionen sporsäcksvampar och riket svampar.   Inga underarter finns listade i Catalogue of Life.